# 플라이리프

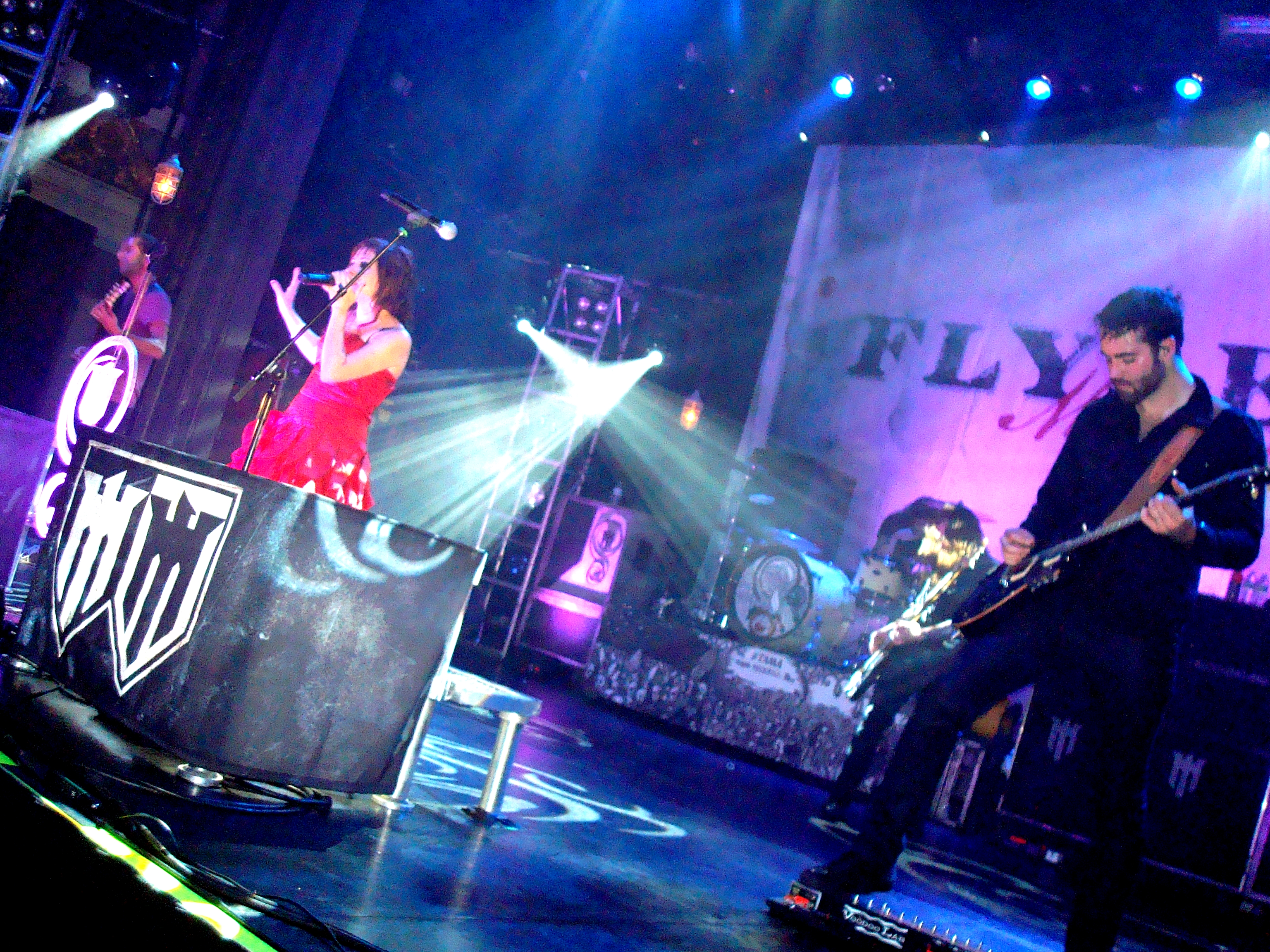
2010년 10월 공연 중인 플라이리프

플라이리프(Flyleaf)는 2002년 미국 텍사스주 벨군에서 결성된 미국의 록 밴드이다.
이 밴드는 메인스트림 록, 크리스천 팝, 크리스천 메탈 장르의 차트에 올라섰다. 2003년 미국에서 공연하다가 에포님 데뷔 음반 Flyleaf를 2005년에 발매하였다. 이 음반은 100만 장 이상 판매하면서 플래티넘 인증을 받았다. 플라이리프는 2번째 음반 Memento Mori를 2009년 11월 10일 발매하였다. 빌보드 차트에서 처음 8위에 들어섰다가 1위를 찍었다. 플라이리프의 3번째 음반 New Horizons는 2012년 10월 30일 발매되었다. 이 음발 발매 직전 리드 보컬리스트 Lacey Sturm은 밴드를 떠나겠다고 발표하였다. Kristen May가 새 리드 보컬리스트가 되었다. 메이는 2016년 8월까지 이 밴드와 함께 노래를 불렀다가 밴드를 떠났다.

## 디스코그래피
- Flyleaf (2005)
- Memento Mori (2009)
- New Horizons (2012)
- Between the Stars (2014)

## 기타 작품
- The Reason: Revelations of a Rock Princess, (2014) Baker Books.[5]